# Eddie Firmani
Edwin Ronald Firmani, detto Eddie (Città del Capo, 7 agosto 1933), è un allenatore di calcio ed ex calciatore sudafricano naturalizzato italiano, di ruolo attaccante.
Da giocatore ha speso la maggior parte della sua carriera tra Inghilterra e Italia. Da allenatore ha guidato, tra le altre, il New York Cosmos di Pelé, Beckenbauer e Chinaglia nella NASL.

## Carriera

### Giocatore

#### Club
Nipote di un italiano emigrato in Sudafrica, dopo aver iniziato nel Cape Town Clyde FC, club di Città del Capo, si trasferisce nel calcio professionistico inglese, vestendo per cinque stagioni la maglia del Charlton. In questo periodo viene incluso nella formazione del London XI, costituita al fine di partecipare alla prima edizione della Coppa delle Fiere e composta da una selezione di giocatori appartenenti alle squadre di club di Londra, con la quale mette a segno la prima rete in assoluto della storia del torneo nella partita disputata il 4 giugno 1955 e vinta per 5-0 a Basilea contro la selezione locale.
Nel 1955 arriva in Italia nelle file della Sampdoria per 35.000 sterline. In blucerchiato rimane tre stagioni segnando 52 reti e raggiungendo l'apice nell'ultima stagione, il 1957-1958, con 23 reti, dietro solo allo juventino John Charles.
Nel 1958 la Sampdoria, dietro un congruo compenso e il passaggio del difensore Guido Vincenzi, cede Firmani all'Inter. In nerazzurro rimane tre stagioni collezionando 103 presenze (82 in Serie A, 11 in Coppa Italia e 10 in Europa) e realizzando 69 reti (48 in A, 11 nella coppa nazionale e 10 in Europa). Nel corso della prima stagione milanese forma una coppia d'eccellenza con Antonio Valentín Angelillo, segnando 20 reti che, con le 33 dell'argentino, fanno 53 in due: il secondo migliore nella storia dell'Inter in Serie A dall'introduzione del girone unico, dopo i 54 realizzati dal duo István Nyers (31 reti) e Faas Wilkes (23 reti) nella stagione 1950-1951.
Nel 1961 ritorna a Genova, stavolta però al Genoa, scendendo tra i cadetti per riportare il Grifone in Serie A. La stagione successiva con il Genoa è anche l'ultima stagione in Italia, e vede i rossoblu salvarsi in extremis e guadagnarsi la permanenza nel massimo campionato.
Rientra quindi in Inghilterra nella sua precedente squadra, il Charlton, nel frattempo retrocesso nella serie cadetta.
Dal 1965 al 1967 gioca in terza divisione, nel Southend Utd. Successivamente ritorna, da giocatore-allenatore, ancora una volta al Charlton, chiudendo con il calcio giocato nel 1968.
Nel 1975, allenando il Tampa Bay Rowdies nella North American Soccer League, scende in campo, collezionando così una presenza.
In carriera ha collezionato complessivamente 194 presenze e 108 reti in Serie A e 33 presenze e 17 reti in Serie B.

#### Nazionale
Grazie al suo status di oriundo in quanto italo-sudafricano, Firmani viene utilizzato dalla nazionale azzurra 3 volte, collezionando 2 reti tra il 1956 e il 1958.

### Allenatore
Dal 1967 Firmani svolge già il ruolo di giocatore-allenatore e, chiusa la carriera agonistica, intraprende a tempo pieno quella di manager del Charlton nel campionato cadetto inglese, sfiorando anche la promozione nella massima serie. Nel 1970 il club retrocede in terza divisione e Firmani medita di iniziare una nuova avventura che lo porta in Nord America.
È così che nel 1975 entra a far parte della NASL accettando di guidare il Tampa Bay Rowdies, il neonato club della Florida. L'esordio è un successo, poiché nell'anno della fondazione il club centra subito la vittoria del campionato. Firmani colleziona anche una presenza da giocatore.
Nel 1977 viene chiamato a New York a guidare il Cosmos, nelle cui file militano giocatori come Pelé, Beckenbauer, Carlos Alberto, Giorgio Chinaglia e Vladislav Bogićević. Anche a New York centra l'obiettivo, vincendo il titolo per due volte consecutive in tre stagioni.
Chiusa l'esperienza con il Cosmos nel giugno 1979, viene chiamato alla guida dei N.J. Americans, franchigia dell'American Soccer League, firmando un contratto fino al 1982. Il presidente della ASL Craig Helfricht definì l'ingaggio di Firmani un "momento storico della lega". Gli Americans chiudono il campionato al quarto posto della East Division e l'esperienza di Firmani finisce già al termine del torneo.
Chiusa l'esperienza agli Americans, Firmani venne ingaggiato dal Philadelphia Fury. Il club in seguito entra in crisi di pubblico e di risultati e viene sciolto. La franchigia viene comunque acquistata, per l'anno successivo, da Molson Breweries (già proprietario dei Montreal Canadiens), che trasferisce il club a Montréal, dove prende il nome di Montréal Manic. Firmani è confermato allenatore fino al 1982.
Nel 1983 guida i canadesi dell'Inter Montréal, impegnati nel campionato CPSL, che però falliranno nel corso del torneo.
Nel 1984 ritorna a guidare il New York Cosmos ma sia il club sia tutta la struttura del campionato nordamericano sono in crisi. Così la stagione 1984 sarà l'ultima della NASL.
Dal 1985 al 1989 allena il Kazma in Kuwait, con cui vince due campionati locali. Nel 1990, durante la prima guerra del Golfo, Firmani viene fatto prigioniero e trascinato a Baghdad. Viene liberato dopo tre mesi di trattative.
Nel 1992 allena il Sur in Oman.
Nel 1993 ritorna a Montréal, guidando l'Impact de Montréal nel loro primo campionato APSL. Nel 1996 torna a New York per allenare il N.Y./N.J. MetroStars.

## Statistiche

### Presenze e reti
| Stagione               | Squadra                | Campionato | Campionato | Campionato | Coppe nazionali | Coppe nazionali | Coppe nazionali | Coppe continentali | Coppe continentali | Coppe continentali | Totale | Totale |
| Stagione               | Squadra                | Comp       | Pres       | Reti       | Comp            | Pres            | Reti            | Comp               | Pres               | Reti               | Pres   | Reti   |
| ---------------------- | ---------------------- | ---------- | ---------- | ---------- | --------------- | --------------- | --------------- | ------------------ | ------------------ | ------------------ | ------ | ------ |
| 1950-1951              | Charlton               | FD         | 0          | 0          | FACup           | ?               | ?               | -                  | -                  | -                  | 0      | 0      |
| 1951-1952              | Charlton               | FD         | 1          | 0          | FACup           | ?               | ?               | -                  | -                  | -                  | 1      | 0      |
| 1952-1953              | Charlton               | FD         | 29         | 13         | FACup           | ?               | ?               | -                  | -                  | -                  | 29     | 13     |
| 1953-1954              | Charlton               | FD         | 35         | 13         | FACup           | ?               | ?               | -                  | -                  | -                  | 35     | 13     |
| 1954-1955              | Charlton               | FD         | 36         | 25         | FACup           | ?               | ?               | CdF                | 1                  | 2                  | 37     | 27     |
| 1955-1956              | Sampdoria              | A          | 29         | 17         | -               | -               | -               | -                  | -                  | -                  | 29     | 17     |
| 1956-1957              | Sampdoria              | A          | 21         | 12         | -               | -               | -               | -                  | -                  | -                  | 21     | 12     |
| 1957-1958              | Sampdoria              | A          | 33         | 23         | CI              | 0               | 0               | -                  | -                  | -                  | 33     | 23     |
| Totale Sampdoria       | Totale Sampdoria       |            | 83         | 52         |                 | 0               | 0               |                    | -                  | -                  | 83     | 52     |
| 1958-1959              | Inter                  | A          | 30         | 20         | CI              | 6               | 8               | CdF                | 3                  | 4                  | 39     | 32     |
| 1959-1960              | Inter                  | A          | 24         | 12         | CI              | 2               | 1               | CdF                | 1                  | 1                  | 27     | 14     |
| 1960-1961              | Inter                  | A          | 28         | 16         | CI              | 3               | 2               | CdF                | 6                  | 5                  | 37     | 23     |
| Totale Inter           | Totale Inter           |            | 82         | 48         |                 | 11              | 11              |                    | 10                 | 10                 | 103    | 69     |
| 1961-1962              | Genoa                  | B          | 33         | 17         | CI              | 1               | 0               | -                  | -                  | -                  | 34     | 17     |
| 1962-1963              | Genoa                  | A          | 29         | 8          | CI              | ?               | ?               | -                  | -                  | -                  | 29     | 8      |
| Totale Genoa           | Totale Genoa           |            | 62         | 25         |                 | 1+              | 0+              |                    | -                  | -                  | 63+    | 25+    |
| 1963-1964              | Charlton               | SD         | 24         | 16         | FACup+CdL       | ?+?             | ?+?             | -                  | -                  | -                  | 24     | 16     |
| 1964-1965              | Charlton               | SD         | 31         | 16         | FACup+CdL       | ?+?             | ?+?             | -                  | -                  | -                  | 31     | 16     |
| 1965-1966              | Southend Utd           | TD         | 32         | 16         | FACup+CdL       | ?+?             | ?+?             | -                  | -                  | -                  | 32     | 16     |
| 1966-1967              | Southend Utd           | FOD        | 23         | 8          | FACup+CdL       | ?+?             | ?+?             | -                  | -                  | -                  | 23     | 8      |
| Totale Southend United | Totale Southend United |            | 55         | 24         |                 | ?+?             | ?+?             |                    |                    |                    | 55     | 24     |
| 1967                   | Charlton               | SD         | 9          | 6          | FACup+CdL       | ?+?             | ?+?             | -                  | -                  | -                  | 9      | 6      |
| 1967-1968              | Charlton               | SD         | 1          | 0          | FACup+CdL       | ?+?             | ?+?             | -                  | -                  | -                  | 1      | 0      |
| Totale Charlton        | Totale Charlton        |            | 166        | 89         |                 | ?+?             | ?+?             |                    | 1                  | 2                  | 167+   | 91+    |
| Totale carriera        | Totale carriera        |            | 448        | 238        |                 | 12+             | 11+             |                    | 11                 | 12                 | 471+   | 261+   |

### Cronologia presenze e reti in nazionale
| Cronologia completa delle presenze e delle reti in nazionale ― Italia | Cronologia completa delle presenze e delle reti in nazionale ― Italia | Cronologia completa delle presenze e delle reti in nazionale ― Italia | Cronologia completa delle presenze e delle reti in nazionale ― Italia | Cronologia completa delle presenze e delle reti in nazionale ― Italia | Cronologia completa delle presenze e delle reti in nazionale ― Italia | Cronologia completa delle presenze e delle reti in nazionale ― Italia | Cronologia completa delle presenze e delle reti in nazionale ― Italia |
| Data                                                                  | Città                                                                 | In casa                                                               | Risultato                                                             | Ospiti                                                                | Competizione                                                          | Reti                                                                  | Note                                                                  |
| --------------------------------------------------------------------- | --------------------------------------------------------------------- | --------------------------------------------------------------------- | --------------------------------------------------------------------- | --------------------------------------------------------------------- | --------------------------------------------------------------------- | --------------------------------------------------------------------- | --------------------------------------------------------------------- |
| 11-11-1956                                                            | Berna                                                                 | Svizzera                                                              | 1 – 1                                                                 | Italia                                                                | Coppa Internazionale                                                  | 1                                                                     |                                                                       |
| 25-4-1957                                                             | Roma                                                                  | Italia                                                                | 1 – 0                                                                 | Irlanda del Nord                                                      | Qual. Mondiali 1958                                                   | -                                                                     |                                                                       |
| 23-3-1958                                                             | Vienna                                                                | Austria                                                               | 3 – 2                                                                 | Italia                                                                | Coppa Internazionale                                                  | 1                                                                     |                                                                       |
| Totale                                                                |                                                                       | Presenze                                                              | 3                                                                     |                                                                       | Reti                                                                  | 2                                                                     |                                                                       |

## Palmarès

### Giocatore

#### Club
- Campionato italiano di Serie B: 1

Genoa: 1961-1962
- Campionato NASL: 1

Tampa Bay Rowdies: 1975

#### Individuale
- Capocannoniere della Coppa Italia: 1

Coppa Italia 1958-1959 (8 gol)

### Allenatore
- Campionato NASL: 3

Tampa Bay Rowdies: 1975
New York Cosmos: 1977, 1978
- Eastern Division: 3

Tampa Bay Rowdies: 1975
N.Y Cosmos: 1978, 1979
- Prima Lega: 2

Kazma: 1986, 1987